# Liste der Mitglieder des Grossen Rats des Kantons Bern 2010
Dies ist eine  Liste der Mitglieder des Grossen Rats, des Kantonsparlaments des Kantons Bern, nach den Berner Grossratswahlen 2010.

## Mitglieder (Stand Oktober 2010)
- Michael Adrian Aebersold (SP), Bern
- Jean-Pierre Aellen (PSA), Tavannes
- Christoph Ammann (SP), Meiringen
- Pierre Amstutz (Grüne), Corgémont
- Bernhard Antener SP  Langnau i. E.
- Sylvain Astier FDP  Moutier
- Ueli Augstburger SVP  Gerzensee
- Eva Baltensperger SP  Zollikofen
- Antonio Bauen (Grüne) Münsingen
- Hans Baumberger FDP  Langenthal
- Christoph Berger SVP  Aeschi
- Roberto Bernasconi SP  Malleray
- Peter Bernasconi SP  Worb
- Melanie Sarah Beutler-Hohenberger EVP  Mühlethurnen
- Patric Bhend SP  Thun
- Jean-Michel Blanchard SVP  Malleray
- Andreas Blank SVP  Aarberg
- Andreas Blaser SP  Steffisburg
- Peter Bonsack EDU  Kallnach
- Peter Brand SVP  Münchenbuchsee
- Ursula E. Brunner SP  Hinterkappelen
- Christian Brönnimann BDP  Zimmerwald
- Thomas Brönnimann glp  Mittelhäusern
- Matthias Burkhalter SP  Rümligen
- Erwin Burn EDU  Adelboden
- Andreas Burren SVP  Mittelhäusern
- Alfred Bärtschi SVP  Lützelflüh
- Manfred Bühler SVP  Cortébert
- Francis Daetwyler SP  Saint-Imier
- Eva Desarzens-Wunderlin FDP  Boll
- Peter Eberhart BDP  Erlenbach i.S.
- Jakob Etter BDP  Treiten
- Erich Feller BDP  Münsingen
- Hans Rudolf Feller FDP  Steffisburg
- Gerhard Fischer SVP  Meiringen
- Peter Flück FDP  Brienz
- Fritz Freiburghaus SVP  Rosshäusern
- Martin Friedli EDU  Sumiswald
- Ueli Frutiger BDP  Oberhofen
- Thomas Fuchs SVP  Bern
- Pierre-André Geiser SVP  Tavannes
- Sabina Geissbühler-Strupler (SVP)  Herrenschwanden
- Alfred Gerber SVP  Gohl
- Niklaus Gfeller EVP  Rüfenacht
- Beat Giauque FDP  Ittigen
- Jan Gnägi BDP  Jens
- Samuel Graber SVP  Horrenbach
- Christoph Grimm Grüne  Burgdorf
- Pierre-Yves Grivel FDP  Biel/Bienne
- Markus Grossen EVP  Reichenbach
- Patrick Gsteiger EVP  Perrefitte
- Lars Guggisberg SVP  Ittigen
- Monika Gygax-Böninger BDP  Obersteckholz
- Christian Hadorn SVP  Ochlenberg
- Franz Haldimann BDP  Burgdorf
- Rita Haudenschild Grüne  Spiegel
- Anita Herren-Brauen BDP  Rosshäusern
- Erich Hess SVP  Bern
- Lorenz Hess BDP  Stettlen
- Thomas Heuberger Grüne  Oberhofen
- Irma Hirschi PSA  Moutier
- Andreas Hofmann SP  Bern
- Elisabeth Hufschmid SP  Biel/Bienne
- Kathy Hänni-Lehmann Grüne  Kirchlindach
- Christine Häsler Grüne  Burglauenen
- Maria Esther Iannino Gerber Grüne  Hinterkappelen
- Natalie Imboden Grüne  Bern
- Fritz Indermühle SP  Schwarzenburg
- Jürg Iseli SVP  Zwieselberg
- Harald Jenk SP  Liebefeld
- Josef Jenni EVP  Oberburg
- Ueli Jost SVP  Thun
- Marc Jost EVP  Thun
- Daniel Kast CVP  Bern
- Bettina Keller Grüne  Bern
- Carlo Kilchherr SVP  Thun
- Hans Kipfer EVP  Thun
- Adrian Kneubühler FDP  Nidau
- Thomas Knutti SVP  Weissenburg
- Mathias Kohler BDP  Uetendorf
- Vania Kohli BDP  Bern
- Sabine Kronenberg glp  Biel/Bienne
- Blaise Kropf Grüne  Bern
- Hugo Kummer SVP  Burgdorf
- Bethli Küng-Marmet SVP  Saanen
- Ueli Lehmann BDP  Zäziwil
- Danielle Lemann SP  Langnau i. E.
- Samuel Leuenberger BDP  Trubschachen
- Anna-Magdalena Linder Grüne  Bern
- Anita Luginbühl-Bachmann BDP  Krattigen
- Ruedi Löffel-Wenger EVP  Münchenbuchsee
- Silvia Lüthi Grüne  Ins
- Willy Marti SVP  Kallnach
- Irène Anliker Marti SP  Bern
- Enea Martinelli-Messerli BDP  Matten b.I.
- Nadine Masshardt SP  Bern
- Luc Mentha SP  Liebefeld
- Walter Messerli SVP  Interlaken
- Paul Messerli SVP  Kirchdorf
- Markus Meyer SP  Roggwil
- Pierre-Yves Moeschler SP  Biel/Bienne
- Michèle Morier-Genoud SP  Biel/Bienne
- Peter Moser FDP  Biel/Bienne
- Werner Moser SVP  Landiswil
- Barbara Mühlheim Grüne  Bern
- Philippe Müller FDP  Bern
- Moritz Müller SVP  Bowil
- Walter Neuenschwander BDP  Rubigen
- Roland Näf-Piera SP  Muri
- Stefan Oester EDU  Belp
- Corrado Pardini SP  Lyss (Rücktritt 15. Dezember 2011, seit 2011 Nationalrat)
- Hans-Jörg Pfister FDP  Zweisimmen
- Nadja Pieren SVP  Burgdorf
- Fritz Reber SVP  Schangnau
- Hans-Jörg Rhyn SP  Zollikofen
- Bernhard Riem BDP  Iffwil
- Fritz Ruchti SVP  Seewil
- Thomas Rufener SVP  Langenthal
- Therese Rufer-Wüthrich BDP  Zuzwil
- Hans Rösti SVP  Kandersteg
- Marianne Schenk-Anderegg BDP  Schüpfen
- Ulrich Scheurer SP  Lengnau
- Urs Scheuss Grüne  Biel/Bienne
- Martin Schlup SVP  Schüpfen
- Hans Schmid SVP  Achseten
- Corinne Schmidhauser FDP  Bremgarten
- Christine Schnegg-Affolter EVP  Lyss
- Donat Schneider SVP  Diessbach b. Büren
- Alfred Schneiter EDU  Thierachern
- Elisabeth Schwarz-Sommer SVP  Steffisburg
- Hans Rudolf Schweizer SVP  Utzigen
- Margreth Schär SP  Lyss
- Corinne Debora Schärer Grüne  Bern
- Franziska Schöni-Affolter glp  Bremgarten
- Jürg Schürch SVP  Huttwil
- Peter Siegenthaler SP  Thun
- Heinz Siegenthaler BDP  Rüti b.Büren
- Peter Sommer FDP  Wynigen
- Ueli Spring BDP  Lyss
- Christoph Stalder FDP  Bern
- Daniel Steiner-Brütsch EVP  Langenthal
- Béatrice Struchen SVP  Epsach
- Béatrice Stucki SP  Bern
- Margrit Stucki-Mäder SP  Bern
- Peter Studer BDP  Utzenstorf
- Ueli Studer SVP  Niederscherli
- Ruedi Sutter FDP  Grosshöchstetten
- Mathias Tromp BDP  Bern
- Emil von Allmen SP  Gimmelwald
- Dave von Kaenel FDP  Villeret
- Flavia Wasserfallen  SP  Bern
- Dieter Widmer BDP  Wanzwil
- Fritz Wyss SVP  Wengi
- Käthi Wälchli SVP  Obersteckholz
- Adrian Wüthrich SP  Huttwil
- Hannes Zaugg-Graf SP  Uetendorf
- Maxime Zuber PSA  Moutier
- Katrin Zumstein FDP  Bützberg
- Elisabeth Zäch (SP), Burgdorf